# Toni Cipriani
Antonio "Toni" Cipriani (Liberty City, 31 March 1955) è un personaggio della serie di videogiochi Grand Theft Auto, protagonista di Grand Theft Auto: Liberty City Stories, ambientato nel 1998. La prima apparizione di Toni nella serie è però in Grand Theft Auto III, ambientato nel 2001.

## Biografia

### Prima diGrand Theft Auto: Liberty City Stories
Antonio "Toni" Cipriani, un italoamericano, è nato nella città di Liberty City, nel distretto di Portland, da Ma' Cipriani e Mr. Cipriani. Non si conoscono i reali nomi dei genitori di Antonio, tuttavia si sa che suo padre era un membro della Famiglia Leone, braccio destro del boss, morto in un agguato della Triade e, a detta della madre, era "un grand'uomo che non aveva paura di niente e di nessuno". Prima di entrare nel mondo criminale di Liberty City, schierato con la Famiglia Leone, Toni viveva nel ristorante dei suoi genitori.
Nel 1994 Antonio ha ucciso un potente membro di una Famiglia rivale per conto del suo boss, Don Salvatore Leone. È stato così costretto a fuggire da Liberty per ben quattro anni.

### Grand Theft Auto: Liberty City Stories(1998)

#### Portland
Dopo quattro anni di esilio, nel 1998, Toni torna finalmente a Liberty City, dove spera di ottenere la ricompensa che merita. Tuttavia scopre che, durante la sua assenza, altri membri della Famiglia ne hanno scalato i ranghi e uno in particolare, Vincenzo Cilli, ha ottenuto il posto a cui Antonio mirava, cioè "braccio destro" di Salvatore Leone. Nonostante ciò, Salvatore si dimostra grato verso Toni e gli offre di nuovo un lavoro tra i Leone e un appartamento dove abitare, affibbiandogli però l'odiato Cilli (la cui antipatia è reciproca) come "mentore".
Toni inizia così a compiere vari lavori per Vincenzo Cilli che è costretto ad eseguire, pur non rispettando il suo datore di lavoro.
Antonio ricomincia però a lavorare anche per il suo boss Salvatore e inizia ben presto a scalare i ranghi nella Famiglia Leone, scatenando la gelosia di Vincenzo. Vincenzo manda quindi Toni a recuperare la sua auto; quando Toni va a eseguire l'ordine, scopre però che l'auto era sorvegliata dalla polizia e che Vincenzo lo sapeva. Dopo aver seminato i poliziotti, Antonio decide di non lavorare più per Vincenzo, demolendogli la sua auto per ripicca.
Poco tempo dopo Toni rincontra Joseph Daniel "JD" O'Toole, che dirige il sex club Paulie's Revue Bar. Egli lavora per la Famiglia Sindacco ma vuole passare sotto l'orbita dei Leone, arrabbiato con i Sindacco perché lo disprezzano essendo irlandese. O'Toole inizia così ad avvicinare Cipriani dalla porta sul retro del suo locale, iniziando a rivelargli i punti deboli dei Sindacco. Grazie a lui, inoltre, Toni riesce a salvare Salvatore Leone, che si trovava nel locale di JD, dalla polizia. Portato in salvo da Toni nella sua villa, Salvatore lo ringrazia promettendogli incarichi più importanti.
Intanto Toni comincia a fare visita a sua madre, soprannominata Ma' Cipriani. Ma' si dimostra piuttosto arrabbiata perché Antonio non l'aveva mai chiamata durante i suoi anni di assenza da Liberty City. Inoltre lei rivela a Toni di aver conosciuto un altro uomo, Giovanni Casa, che lo ha sostituito virtualmente come figlio. Toni cerca così di riscattarsi in ogni modo ma sua madre continua a criticarlo e a confrontarlo con suo padre ormai defunto, descritto dalla moglie come un uomo infallibile. Dopo l'omicidio di Casa da parte di Cipriani, Ma' decide di mettere una taglia sulla testa di Toni, pensando di dover almeno far morire il figlio come un vero uomo.
Antonio inizierà quindi a essere braccato da alcuni cacciatori di taglie.
Qualche tempo dopo, Salvatore informa Toni che a Liberty City c'è uno sciopero dei traghettatori iniziato da Jane Hopper, una sindacalista corrotta. Questo sciopero contrasta con alcuni piani di Salvatore, quindi Toni cerca di convincere ripetutamente Jane Hopper a interrompere lo sciopero, senza riuscirvi.
Nel frattempo Antonio fa la conoscenza di Maria Latore, amante di Salvatore, che obbliga Toni a svolgere per lei i lavori più strani e disparati. Sotto l'effetto della droga, Maria dichiara spesso il suo amore per Antonio, ma lui non le presta mai ascolto. L'ultimo incontro tra Toni e Maria a Portland avviene in occasione di un'overdose di Maria, che Toni riesce a risolvere grazie a un antidoto della droga da lei presa.
Inizia intanto una vera e propria guerra fra i Leone e altre due Famiglie mafiose, i Sindacco e i Forelli. A complicare questo c'è l'arrivo di Massimo Torini, esponente della mafia siciliana, arrivato apparentemente per calmare le tre Famiglie. Leone ha però qualche dubbio su Torini e decide di farlo pedinare da Toni. Egli scopre che Torini sta progettando di scacciare la Famiglia Leone con l'aiuto dei Diablo e della Triade cinese, altre bande di Liberty City, e di scatenare una guerra tra i Sindacco e i Forelli. Dopo aver riferito la scoperta a Salvatore, ad Antonio è assegnato il compito di scortare Joseph O'Toole al suo battesimo mafioso; in realtà O'Toole è ucciso da Mickey Hamfists, fidato uomo dei Leone, perché Salvatore non si fidava troppo di una persona che aveva tradito il suo boss.
Dopo questi avvenimenti ritorna sulla scena Vincenzo Cilli, che vuole apparentemente scusarsi con Toni per il tiro mancino che gli ha giocato. Vincenzo dà quindi appuntamento a Toni su una nave ancorata al porto. L'incontro è però un'imboscata ma Antonio sopravvive e uccide Vincenzo.
Nel frattempo la guerra fra Leone e le altre bande mafiose raggiunge picchi mai visti e Salvatore chiede a Toni di aiutarlo a scappare a Staunton Island. Con lo sciopero dei traghettatori ancora in corso, i due sono costretti a saltare con la macchina il ponte Callahan ancora incompleto, riuscendo nell'incredibile impresa.

#### Staunton Island
Una volta arrivati a Staunton Island, Salvatore offre a Toni un nuovo rifugio e lo lascia in attesa di nuove istruzioni.
Ben presto Salvatore contatta Antonio con un telefono pubblico e gli affida il suo primo incarico, che riguarda il sindaco di Liberty City, Roger C. Hole. Egli non è altri che un fantoccio della famiglia Forelli e sta rendendo davvero difficile la vita di Salvatore. La missione di Toni è perciò di ucciderlo, compito che esegue prontamente.
Dopo l'omicidio di Hole, Salvatore incarica Antonio di aiutare il miliardario Donald Love, alleato dei Leone, nella campagna elettorale per il nuovo sindaco. La gente, però, capisce la connessione tra Donald Love e la Famiglia Leone e le elezioni vanno quindi a favore dell'altro candidato, Miles O'Donovan (altra pedina dei Forelli). Inizia così una nuova guerra mafiosa per il controllo delle elezioni sindacali.
Nel frattempo Antonio è convocato da Salvatore per il "battesimo" che lo farà diventare un "Uomo d'onore". Contrariamente a quanto accaduto a JD O'Toole, il battesimo di Toni finisce bene; Ma' Cipriani ritira addirittura la taglia dalla testa del figlio, orgogliosa di lui.
Salvatore Leone, intanto, continua a indagare su Torini, scoprendo che stava mettendo sotto pressione il sindaco per far continuare le guerre fra le Famiglie e poter poi prendere il comando di Liberty City.
Nel frattempo, la guerra fra bande raggiunge il culmine massimo quando Salvatore è arrestato dall'FBI e messo nella prigione di Shoreside Vale. Salvatore incolpa i Sindacco e i Forelli e ordina a Toni di eliminare il capo dei Sindacco, Paulie Sindacco. Quando Antonio riesce nell'impresa, i Leone accrescono il loro potere nella città, dato che i Sindacco scompaiono dalla città.
La situazione, però, non migliora perché i Leone iniziano a essere attaccati da tutti i fronti dalle altre bande, come Diablo, Triade e Yakuza. È in questo periodo che Toni conosce Toshiko Kasen, la bella e nobile moglie del capo della Yakuza Kasuki Kasen. Toshiko confessa a Toni di sentirsi trascurata da suo marito, che preferisce la compagnia dei suoi uomini a lei. È per questo che Toshiko vuole suo marito morto, ma non prima che lui e la sua Yakuza siano umiliati. Assume quindi Toni per quest'incarico. Comunque, dopo che Antonio uccide Kazuki, Toshiko decide di suicidarsi, desiderando solo la libertà interiore.

#### Shoreside Vale
Dopo aver sistemato anche le ultime faccende in sospeso, Antonio si trasferisce a Shoreside Vale.
Poco tempo dopo Toni riceve una telefonata da Donald Love, che dopo il suo fallimento politico vive ora in miseria a Shoreside Vale. Donald chiede aiuto a Toni per un grosso affare e sebbene egli all'inizio sia riluttante, alla fine accetta. I due organizzano così l'omicidio del vecchio mentore di Donald, Avery Carrington, in arrivo a Liberty City con alcuni progetti per la Panatlantic Corporation (in grado di rendere Love di nuovo ricco). Arrivando all'aeroporto scortato dal Cartello colombiano, Avery è ucciso da Toni che ruba i suoi progetti. Il reporter Ned Burner lo scopre ma Toni sopprime anche lui prima che diffonda la notizia.
Donald ha comunque bisogno di alcuni territori per fare in modo che l'accordo vada in porto; sceglie quindi la zona molto popolata di Fort Staunton per la sua distruzione. Toni è dunque incaricato di demolire la zona usufruendo delle competenze dell'esperto di esplosivi 8-Ball, che lo aiuta a caricare esplosivi su un camion, portato da Toni a una metropolitana abbandonata sotto Fort Staunton. Toni riesce nella missione, facendo esplodere l'intero quartiere e probabilmente provocando anche la morte di Franco Forelli.
Di nuovo ricco, Love si trasferisce in una grande e lussuosa villa a Shoreside Vale. I membri del Cartello che avevano accompagnato Avery vogliono ricattare però Love. Donald è quindi costretto ad abbandonare la città, non prima che Toni massacri numerosi membri del Cartello, lasciando i corpi esanimi nel giardino di Love.
Salvatore è intanto rilasciato su cauzione ed è ottimista sul fatto che l'accusa su di lui sarebbe stata ritirata dal sindaco O'Donovan. Massimo Torini rientra però in scena, rapendo il sindaco per impedirgli di ritirare le accuse. Salvatore e Toni decidono quindi di raggiungerlo. Arrivati al faro, dove O'Donovan è tenuto imprigionato da Massimo, Torini spiega i motivi delle ostilità verso i Leone: ormai in Sicilia non ricevono più la giusta dose di contributi e per loro era arrivato il momento di espandersi in America, a Liberty City. Torini tenta di scappare su un elicottero ma Toni riesce ad abbatterlo. Toni e Salvatore salvano quindi O'Donovan, che passa sotto il controllo dei Leone.
Il gioco si chiude con l'incontro fra Antonio, Salvatore e lo zio di quest'ultimo, boss dei Siciliani. I due, pur odiandosi molto, promettono che non sarebbero mai più accaduti problemi simili. Liberty City è quindi sotto il pieno controllo della Famiglia Leone.

### Grand Theft Auto III(2001)

Logo di GTA III, dove Cipriani compie la sua prima apparizione

Antonio Cipriani compie una apparizione come personaggio secondario anche nel sequel del gioco, Grand Theft Auto III, ambientato nel 2001. Qui si presenta come potente membro della Famiglia Leone (probabilmente secondo solo a Salvatore). In questo capitolo darà delle missioni a Claude, protagonista del gioco. Nell'aspetto fisico Toni si presenta quasi identico a Grand Theft Auto: Liberty City Stories; è però ingrassato, leggermente invecchiato e con minor propensione all'azione rispetto a tre anni prima.

## Personalità
Antonio è molto fedele alla Famiglia Leone e si ritiene improbabile che egli la possa tradire: per il boss Salvatore mostra un'obbedienza ed una lealtà cieche, rimanendo al suo fianco anche quando il vecchio Don lo apostrofa o minaccia, preda della sua paranoia, o cade in disgrazia, braccato dai nemici da cui è circondato.
Come ogni protagonista della serie di Grand Theft Auto, Toni non esita a uccidere per raggiungere i propri scopi: tuttavia sembra essere capace di atti estremamente più violenti e sadici rispetto alla gran parte degli altri protagonisti, specie quando si tratta di tentare di compiacere la dispotica madre, con la quale ha un difficile rapporto di amore filiale non corrisposto. Un esempio è quando uccide Giovanni Casa, un macellaio che Mamma Cipriani ha dichiarato di ammirare più del figlio poiché — a suo avviso — più rispettoso di Toni nei confronti della sua famiglia, per poi macellarne il corpo a colpi d'ascia e venderne la carne al suo stesso negozio. Un altro esempio è quando lascia che il suo socio in affari ed amico JD O'Toole venga ucciso da Mickey, un membro della famiglia Leone, senza battere ciglio, per poi scaricarne il corpo in mare senza fare domande o protestare.
Sembra comunque che Toni provi almeno un poco di rimorso per ciò che fa, visto che a Staunton Island si reca spesso nel confessionale della chiesa: inoltre ha un grande rispetto per la madre, per ottenere l'ammirazione e l'affetto della quale, come detto, non esita a macchiarsi dei peggiori delitti, nonostante quest'ultima sia addirittura arrivata a mettere una taglia sulla sua testa per farlo uccidere ed eliminare quindi la vergogna che, secondo lei, egli rappresentava per la famiglia Cipriani. Diventato ufficialmente affiliato della Famiglia Leone e ritirata la taglia della mamma — adesso orgogliosa — non esita a perdonarla, come se nulla fosse successo.
Una volta scalata la gerarchia della famiglia e persa la sua propensione all'azione, Toni rimane comunque un individuo di grande ferocia, ordinando al protagonista Claude di uccidere senza la minima esitazione gli avversari della Triade e, infine, di fare esplodere la loro fabbrica con un camion bomba.
In ogni caso si tratta di un individuo estremamente imprevedibile e pericoloso, quasi incapace di gestire la propria ira, che uccide anche innocenti e persone disarmate per pura convenienza o rabbia.

## Alleati

### Salvatore Leone
È il classico "Don" tradizionalista che usa i valori della mafia siciliana per amministrare il suo potere. È il miglior alleato di Toni, oltre che il suo capo, e gli affiderà missioni molto importanti a Portland, Staunton Island e Shoreside Vale.

### Donald Love
È un ricco uomo d'affari di Liberty City, pezzo grosso della scena politica ed economica della città. Il suo desiderio più grande è diventare sindaco della città. Toni cercherà di aiutarlo in questo intento ma non vi riuscirà. Affiderà ad Antonio varie missioni a Staunton e a Shoreside Vale, dopodiché fuggirà da Liberty braccato dal Cartello Colombiano.

### Joseph Daniel O'Toole
Detto JD, è un pervertito irlandese che gestisce un locale di spogliarello, il Paulie's Revue Bar nel "Distretto a luci rosse". All'inizio lavora per i Sindacco ma poi decide di passare segretamente dalla parte dei Leone. Affiderà qualche missione a Toni a Portland e verrà ucciso da Mickey Hamfists nella missione "Uomo d'onore", dove credeva che sarebbe diventato un membro fidato dei Leone.

### Maria Latore
È la logorroica e prepotente amante di Salvatore Leone, interessata più ai soldi di Salvatore che a lui. Spesso, quando è sotto l'effetto di droga, dice a Toni di amarlo. Affiderà ad Antonio delle missioni a Portland, che termineranno con il salvataggio di Maria da un'overdose da parte di Toni.

### Leon McAffrey
È un astuto poliziotto corrotto che mira alla sopraffazione delle gang più forti sulle più deboli. Il suo collega Ray Machowski, nonostante lo accompagni sempre, non è corrotto. Affiderà a Toni alcune missioni a Staunton Island che avranno come obiettivo la distruzione delle bande cittadine.

### Claude
Il silenzioso protagonista di Grand Theft Auto III, ambientato nel 2001, dove conoscerà Toni Cipriani. Cipriani gli affiderà qualche missione in GTA 3.

## Nemici

### Massimo Torini
Un uomo della Mafia siciliana arrivato in città, in apparenza, per riportare ordine tra le Famiglie di Liberty. Si scoprirà poi che intende conquistare la città alleandosi con la Triade e i Diablo. Sarà ucciso da Toni nella missione finale del gioco, "Scacco siculo".

### Vincenzo Cilli
All'inizio del gioco è il braccio destro di Salvatore Leone. Affiderà delle missioni a Toni a Portland. Cercherà poi di far arrestare Toni dalla polizia, geloso di lui per il prestigio che stava acquisendo agli occhi di Salvatore. Sarà ucciso da Toni nella missione "Non aprite quel porto".

### Paulie Sindacco
Boss della Famiglia Sindacco, padre di Johnny Sindacco (comparso e ucciso in Grand Theft Auto: San Andreas). Raramente si fa vedere in giro per Liberty, preferendo controllare i suoi casinò a Las Venturas, nello Stato di San Andreas. Verrà ucciso da Antonio nella missione "La morte chiama".

### Franco Forelli
Boss della famiglia Forelli, fratello di Sonny Forelli (apparso e ucciso in Grand Theft Auto: Vice City) e del Marco Forelli ucciso da CJ per conto di Salvatore in Grand Theft Auto: San Andreas. È un egoista in perenne lotta contro la Famiglia Leone. Verrà ucciso da Cipriani nella missione "Disturbo della quiete pubblica".

## Armi
Come ogni protagonista della serie di GTA, Toni può avere a disposizione un arsenale di armi davvero impressionante e potente.

### Corpo a corpo (a parte il pugno)
- Tirapugni
- Scalpello
- Ascia
- Mazza da hockey
- Manganello
- Mazza da baseball in alluminio
- Coltello
- Mannaia
- Macete
- Katana
- Motosega
- Rasoio

### Pistole
- Glock 17
- Colt Python .357

### Mitragliatori
- Tec-9
- Ingram Mac10
- Micro Uzi
- MP5A5

### Fucili
- Mossberg Persuader (Fucile a pompa)
- Franchi SPAS12 (fucile da combattimento)
- Remington P10 (fucile a canne mozze)

### Armi d'assalto
- AK-47
- M4

### Fucili di precisione
- Fucile di precisione
- Fucile di precisione con laser.

### Armi da lancio
- Granate
- Molotov
- Granate radiocomandate

### Artiglieria pesante
- Lanciarazzi
- Lanciafiamme
- M60
- Mini gun vulcan

## Liberty City
Tutte le avventure di Toni Cipriani, sia in Grand Theft Auto: Liberty City Stories che in Grand Theft Auto III si svolgono nella città di Liberty City (città immaginaria ispirata a New York). Sembra che l'unico periodo in cui Cipriani si sia allontanato da Liberty è stato quando è fuggito dalla città dopo aver assassinato un potente uomo d'onore per ordine del suo boss, rimanendone lontano per quattro anni.
La città di Liberty City è divisa in tre grandi isole, ognuna delle quali corrisponde a un distretto e ospita una struttura ospedaliera, una stazione di polizia e un rifugio per il giocatore.

### Portland Island
Portland Island è la prima isola in cui si svolgerà la prima parte della storia di Grand Theft Auto: Liberty City Stories. All'inizio non si potrà andare alla seconda isola poiché il ponte di collegamento tra le due isole, il ponte Callahan, è ancora in costruzione. L'isola in questione è un posto pieno di criminali e di gang pericolose. È presente una zona portuale, un distretto a luci rosse con night club, una spiaggia malandata con faro, un supermercato sotto il Ponte Challahan e un altro presente vicino al porto, il tunnel di collegamento all'altra isola, la discarica, una sopraelevata e la fastosa reggia della Famiglia Leone.
- Quartieri: Saint Marks, Harwood, Chinatown, Red Light District, Hepburn Height, Trenton, Portland Wiew, Portland Docks, Portland Beach, Portland Harbor, Atlantic Quays, Callahan Point e Callahan Bridge.
- Sopraelevata: Hepburn Height, Chinatown, Portland Wiew.
- Metropolitana: Chinatown.
- Luoghi di interesse: Marco Bistrò, Gentelman's Club, Sex Seven Club\Poulie Revurs Club, ospedale, stazione della polizia, molo dei traghetti, Head Radio, The Doll's House, Punk Noodles e il Rusty Ring Donuts.
- Gang: Mafia Leone, Triade, Diablo e Sindacco.

La popolazione di Portland Island si stima intorno ai 1.000.000 abitanti

### Staunton Island
Quest'isola centrale è riconducibile a quella di Manhattan per la presenza di alti palazzi. È il centro di Liberty City, pieno di uomini d'affari, ma pieno anche di gangs in battaglia. Quest'isola è piena di segreti e di elementi che ritorneranno in futuro nella serie, come l'Internet Cafè TW@T. È presente anche uno stadio di football americano dove giocano le due squadre di Liberty City.
- Distretti: Newport, Rockford, Aspatria, Fort Staunton, Liberty Campus, Beleville Park, Torrington e Bedford Point.
- Gang: Yakuza, Sindacco, Forelli e Yardies.
- Metropolitana: Torrington, Liberty Campus e Fort Staunton (chiusa.).
- Luoghi di interesse: Stadio, università, Love Media, Joe's Pizza, The Big Shot Casinò, ospedale, stazione di polizia, stazione di LCFR\Chatterbox FM, Yakuza Dojo, Liberty Tree, cattedrale, chiesa delle missioni di Ned Burner e la chiesa della missione "Ferma la stampa".

La popolazione di Statuton Island si stima intorno ai 2.000.000 abitanti

### Shoreside Vale
In quest'ultima parte della città sono presenti varie ville dotate di piscine, cioè ciò che si sono guadagnati i maggiori criminali dell'intera città. Dietro tutte queste ville non può che nascondersi altro crimine organizzato. Qui è presente l'aeroporto di Liberty: il Francis International Airport. In quest'isola vi è un'imponente diga.
- Quartieri: Aeroporto Internazionale Francis, Pike Creek, Cochrane Dam, Cedar Grove e Wichita Gardens.
- Gang: Cartello Colombiano, Yakuza, Forelli e Hoods (Purple Nine e Radjack).
- Metropolitana: Aeroporto Internazionale Francis.
- Luoghi di interesse: Diga Cochrane, aeroporto, ospedale, stazione di polizia, zona pic-nic, villa di Donald Love e la casa di Black Lightman.

La popolazione di Shorside Vale si stima intorno ai 800.000 abitanti